# Ярославский, Михаил Иосифович
Михаи́л Ио́сифович Яросла́вский (1928, Москва — 5 апреля 1985) — российский физик и кристаллограф.

## Биография
В 1950 окончил физический факультет МГУ имени М. В. Ломоносова (с отличием), затем — аспирантуру Института кристаллографии Академии наук СССР. Ученик академика А. В. Шубникова.
Работал в радиопромышленности, с 1962 г. — в электронной промышленности: старший научный сотрудник, начальник лаборатории, отдела и научно-технического отделения.
Член коллегии МэП СССР, ВАК СССР. Кандидат (1959), доктор (1974) технических наук. Профессор (1975).
Заложил научные основы конструирования пьезоэлектрических преобразователей. Соратник Сергея Павловича Королёва, за участие в подготовке запуска первого космического корабля с человеком на борту удостоен Ленинской премии.

Могила на Кунцевском кладбище

Похоронен на 10 уч. новой территории Кунцевского кладбища в Москве.

## Награды
- Лауреат Ленинской премии в области техники (1964)[1].
- Награждён орденом «Знак Почёта» и тремя медалями.